# Ихтиостегалии
Ихтиостегалии (лат. Ichthyostegalia) — отряд ископаемых тетрапод, живших в девоне и являющихся примером переходной формы между лопастепёрыми рыбами и наземными позвоночными. Одни из первых хордовых, развивших конечности. Отряд рассматривается в составе амфибий, однако ихтиостегалии не являются прямыми предками современных земноводных, предки которых — лепоспондилы (Lepospondyli) — появились в каменноугольном периоде.

## Эволюция
Отряд произошёл от лопастепёрых рыб отряда Elpistostegalia, от которых пошли и другие четвероногие.
Представители отряда сочетали черты рыб и амфибий, но не были предками последних, а лишь тупиковой ветвью эволюции, вымершей за 15—20 млн лет до появления первых настоящих амфибий.

## Описание
Ichthyostegalia имели ноги, которые, возможно, не использовались для передвижения по суше. Имели хвостовой плавник и некоторые органы чувств, функционирующие только в воде. Их тело было покрыто мелкими чешуйками.

## Классификация
- Семейство: Acanthostegidae[4]
  - Род: Acanthostega
- Семейство: Elpistostegidae
  - Род: Elpistostega
- Семейство: Ichthyostegidae[4]
  - Род: Hynerpeton
  - Род: Ichthyostega
  - Род: Ymeria[5]
- Семейство: Whatcheeriidae
  - Род: Pederpes
  - Род: Whatcheria
  - Род: Ossinodus
- Семейство: Elginerpetontidae[4]
  - Род: Elginerpeton
  - Род: Obruchevichthys

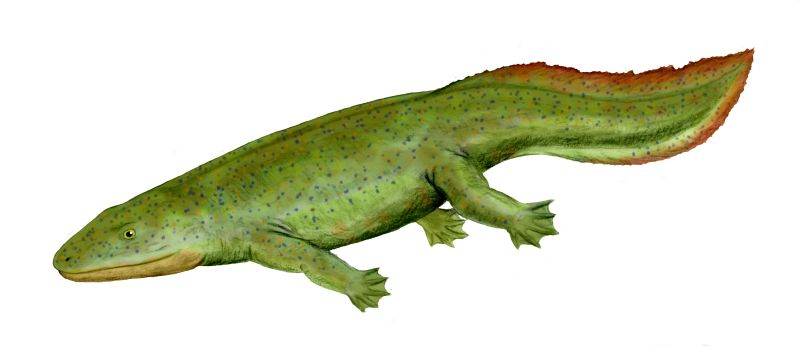
Гинерпетон
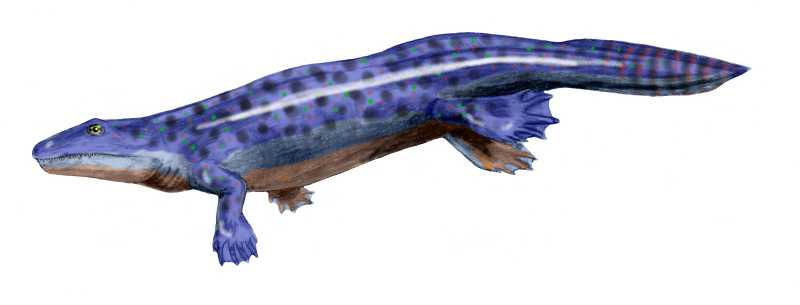
Ихтиостега
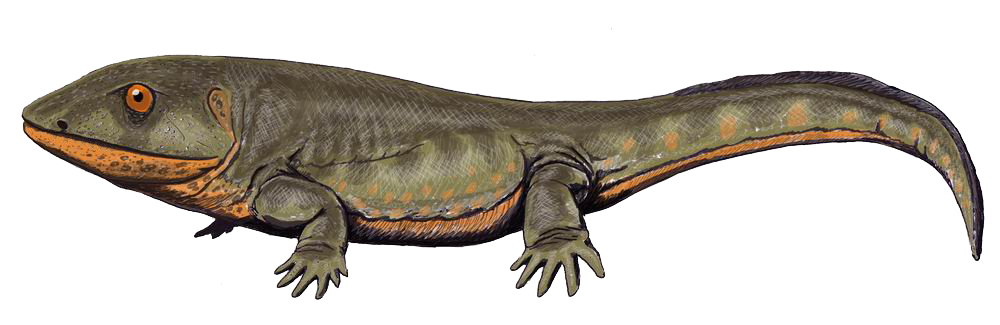
Pederpes
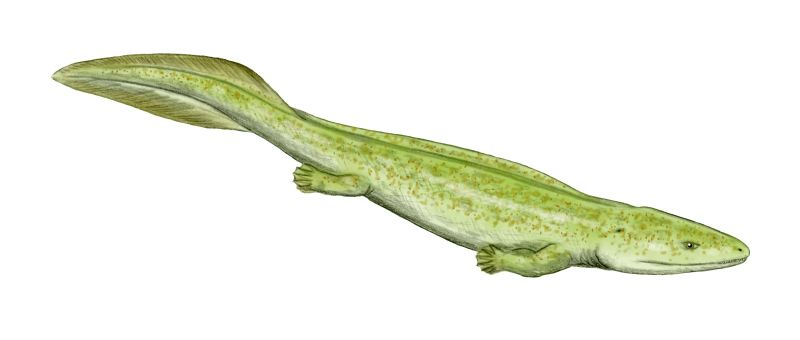
Elginerpeton pancheni